# تاريخ كمبوديا

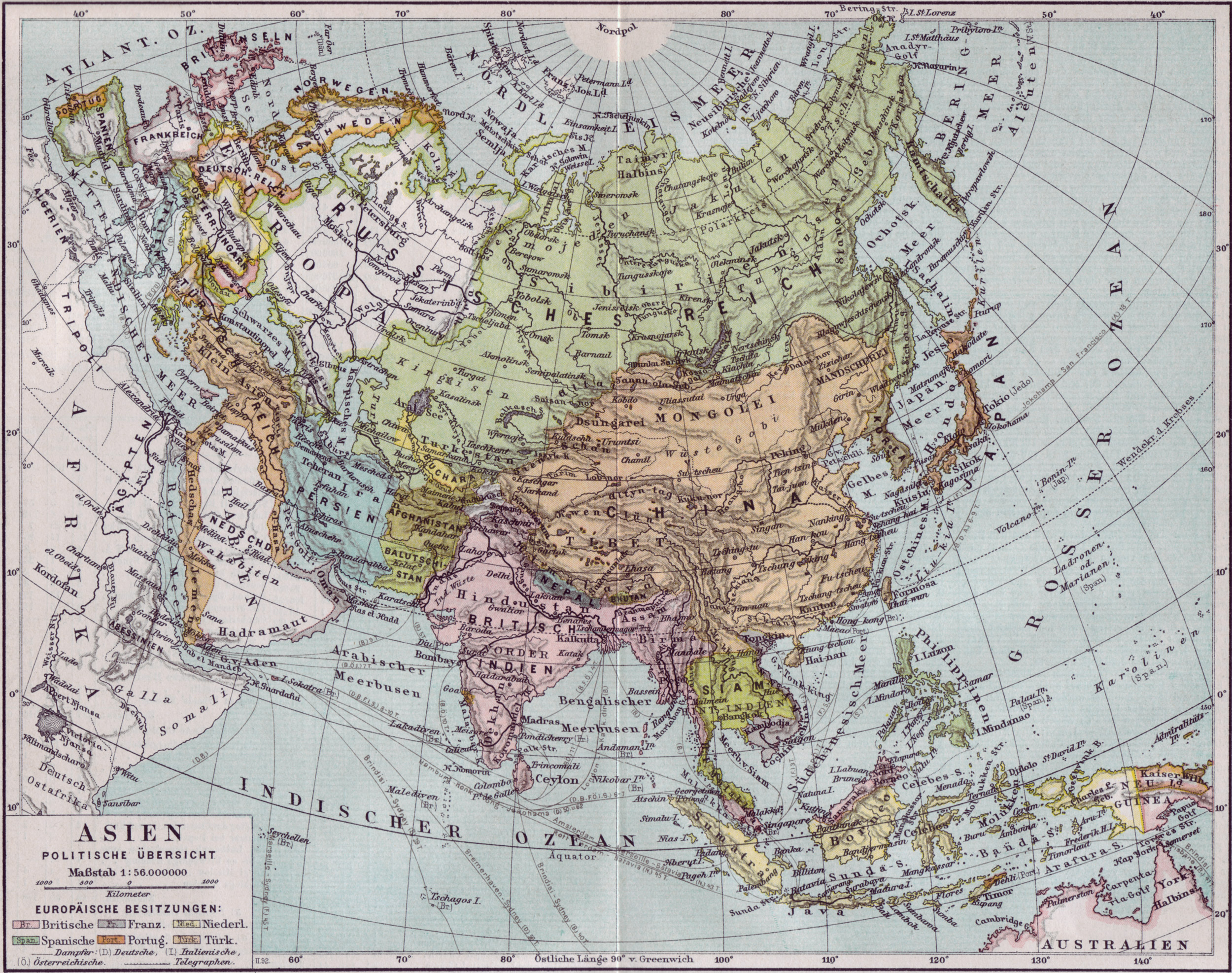
خارطة اسيا عام 1890

ترجع بدايات تاريخ كمبوديا إلى مملكتى فونان وشتلا الهندوسيتين في القرون الأولى من التاريخ الميلادي، ووقعت كمبوديا تحت حكم الخمير في القرن السادس، وتوسعت إمبراطوريتهم وضمت كثيرا من أراضي لاوس وتايلاند وفيتنام، وشيدت معابد أنكوروات الحجرية التي تعتبر واحدة من أعظم المنجزات المعمارية في جنوب شرق آسيا.
وفي عام 1431 اجتاح السياميون المنطقة وشهدت السنوات التالية صعود السياميون والفيتناميون واللاويين، وفي منتصف القرن الثامن عشر كانت حدود كمبوديا

## ما قبل التاريخ

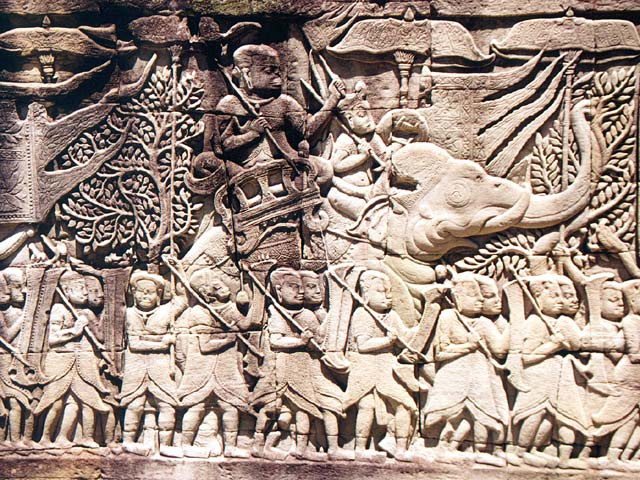
جيش الخمير متوجها إلى حرب التشام.

تشمل الأدلة المتفرقة على وجود الإنسان البليستوسيني في كمبوديا الحالية من خلال أدوات من الكوارتز عثر عليها على ضفاف نهر ميكونغ، في مقاطعتي ستنغ ترينغ وكراتيه، وفي مقاطعة كامبوت، لكن لا يمكن الاعتماد عليها لتحديد فترتها الزمنية.
تظهر بعض الأدلة الأثرية القليلة مجتمعات تعتمد الصيد - قطف الثمار خلال العصر الهولوسيني: حيث يعتبر كهف لانغ سبين أقدم موقع أثري في كمبوديا، في مقاطعة باتامبانغ، والتي تنتمي إلى ما يدعى بفترة هوابينيان. أظهرت الحفريات في الطبقات الدنيا سلسلة من الكربون المشع تعود إلى 6000 ق.م.
تظهر الحفريات في الطبقات العليا من نفس الموقع دلائل على الانتقال إلى العصر الحجري الحديث، والتي تحتوي على أواني خزفية تعد الأقدم في في كمبوديا.
إن السجلات الأثرية للفترة بين العصر الهولوسيني والعصر الحديدي لا تزال محدودة. من المواقع الأخرى التي كشفت الحفريات فيها عن آثار تعود إلى عصور ما قبل التاريخ سامرونغ سين (لا تبعد كثيرا عن العاصمة القديمة اودونغ)، حيث بدأت الحفريات الأولى فقط في عام 1877، وبوم سناي في محافظة بانتي مينشي الشمالية. كما يتم الكشف بين الحين والآخر عن قطع أثرية لما قبل التاريخ خلال العمل في المناجم راتاناكيري.
من الأدلة الأبرز لما قبل التاريخ في كمبوديا «المتاريس الدائرية»، والتي اكتشفت في التربة الحمراء قرب ميموت في المنطقة المتاخمة لفيتنام في نهاية الخمسينيات من القرن الماضي. لا يزال تأريخها ووظيفتها محط جدل، لكن بعضها قد يعود إلى الألفية الثانية قبل الميلاد على الأقل.
يعد دخول زراعة الأرز من الأحداث المحورية في فترة ما قبل التاريخ الكمبودي. بدأت آليات هذه الزراعة بالدخول تدريجياً وببطء عبر مزارعين من الشمال في أواخر الألفية الثالثة قبل الميلاد. تحدث أولئك غالباً باللغة مون-خمير سلف لغة الخمير الحالية.
بدأ استخدام الحديد تقريباً نحو 500 ق.م. يأتي الجزء الأكبر من الأدلة من هضبة خورات الواقعة حالياً في تايلاند. ظهرت بعض آثار العصر الحديدي في بعض المستوطنات في كمبوديا تحت المعابد الأنغكورية، مثل باكسي تشامكرونغ، بينما كان البعض الآخر بشكل المتاريس الدائرية، كما في لوفيا، بضعة كيلومترات إلى الشمال الغربي من أنغكور. تشهد المدافن على تحسن توفر الغذاء والتجارة (حتى على مسافات بعيدة: ظهرت العلاقات التجارية مع الهند في القرن الرابع قبل الميلاد)، ووجود بنية اجتماعية وتنظيم العمل.

## ما قبل الأنغكور والدويلات الأنغكورية

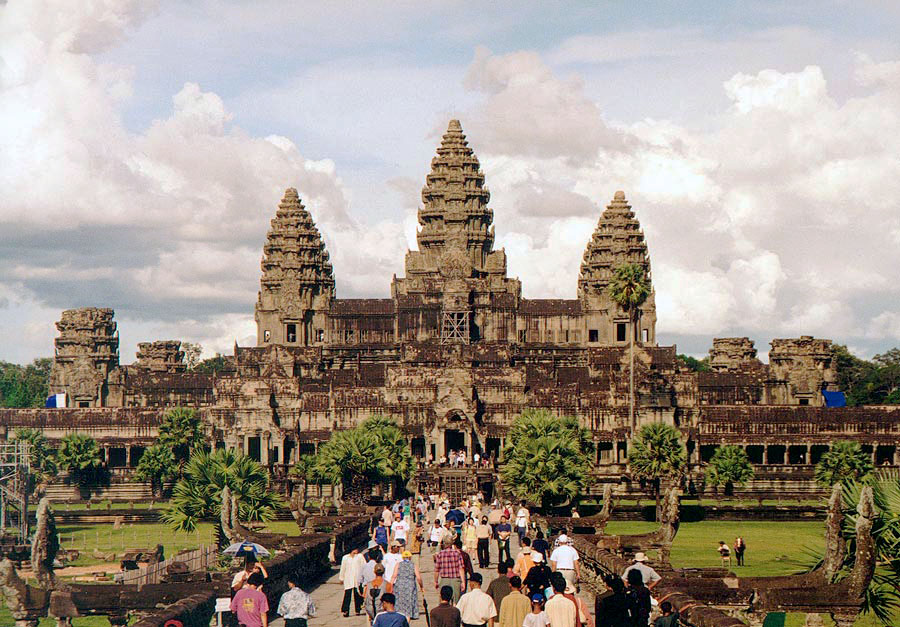
معبد أنغكور وات في منطقة أنغكور

خلال القرون الثالث والرابع والخامس الميلادية، توحدت الدويلات فونان وشينلا ذاتا الثقافة الهندية في ما هو في الوقت الحاضر كمبوديا وجنوب غرب فيتنام. يفترض أغلب الدراسين أن هذه الدويلات من عرقية الخمير. على مدى أكثر من 2000 سنة، تأثرت كمبوديا بكل من الهند والصين ونقلت هذه التأثيرات إلى الحضارات الأخرى جنوب شرق آسيا والتي هي الآن تايلاند وفيتنام ولاوس. ازدهرت إمبراطورية الخمير في المنطقة من من القرن التاسع إلى القرن الثالث عشر. ظهرت بوذية ثيرافادا في البلاد في القرن الثالث عشر عبر الرهبان القادمين من سريلانكا. نمت الديانة في البلاد منذ ذلك الحين لتصبح في نهاية المطاف الأكثر شعبية. رغم تراجع إمبراطورية الخمير إلا أنها حافظت على قوتها في المنطقة حتى القرن الخامس عشر. كان مركز قوة الإمبراطورية في أنغكور، حيث تم إنشاء سلسلة من العواصم خلال ذروة الامبراطورية. يعتقد أنه بإمكان تلك المنطقة حينها استيعاب ما يقرب من مليون شخص. تعتبر أنغكور من أكبر الحضارات قبل الصناعية، وأنغكور وات من أكثر المعابد الدينية شهرة ومن أفضلها حفظاً في موقعها. مما يذكر بماضي كمبوديا كقوة إقليمية كبرى.

## العصور المظلمة في كمبوديا
بعد سلسلة طويلة من الحروب مع الممالك المجاورة، استولت مملكة ايوتهايا على أنغكور والتي هجرت في عام 1432 بسبب انهيار البنية التحتية وفشلها البيئي. نقل البلاط الملكي حينها إلى لوفيك العاصمة الجديدة حيث سعت المملكة لاستعادة مجدها من خلال التجارة البحرية. لم تدم هذه المحاولات طويلاً، حيث أن الحروب المستمرة مع ايوتهايا والفييتناميين أسفرت عن فقدان المزيد من الأراضي وسقوط لوفيك نهاية عام 1594. خلال القرون الثلاثة التالية، تناوبت مملكة الخمير بين دولة تابعة لمملكة ايوتهايا والملوك الفيتناميين، وبين فترات قصيرة من الاستقلال النسبي.

## الحداثة والهند الصينية الفرنسية

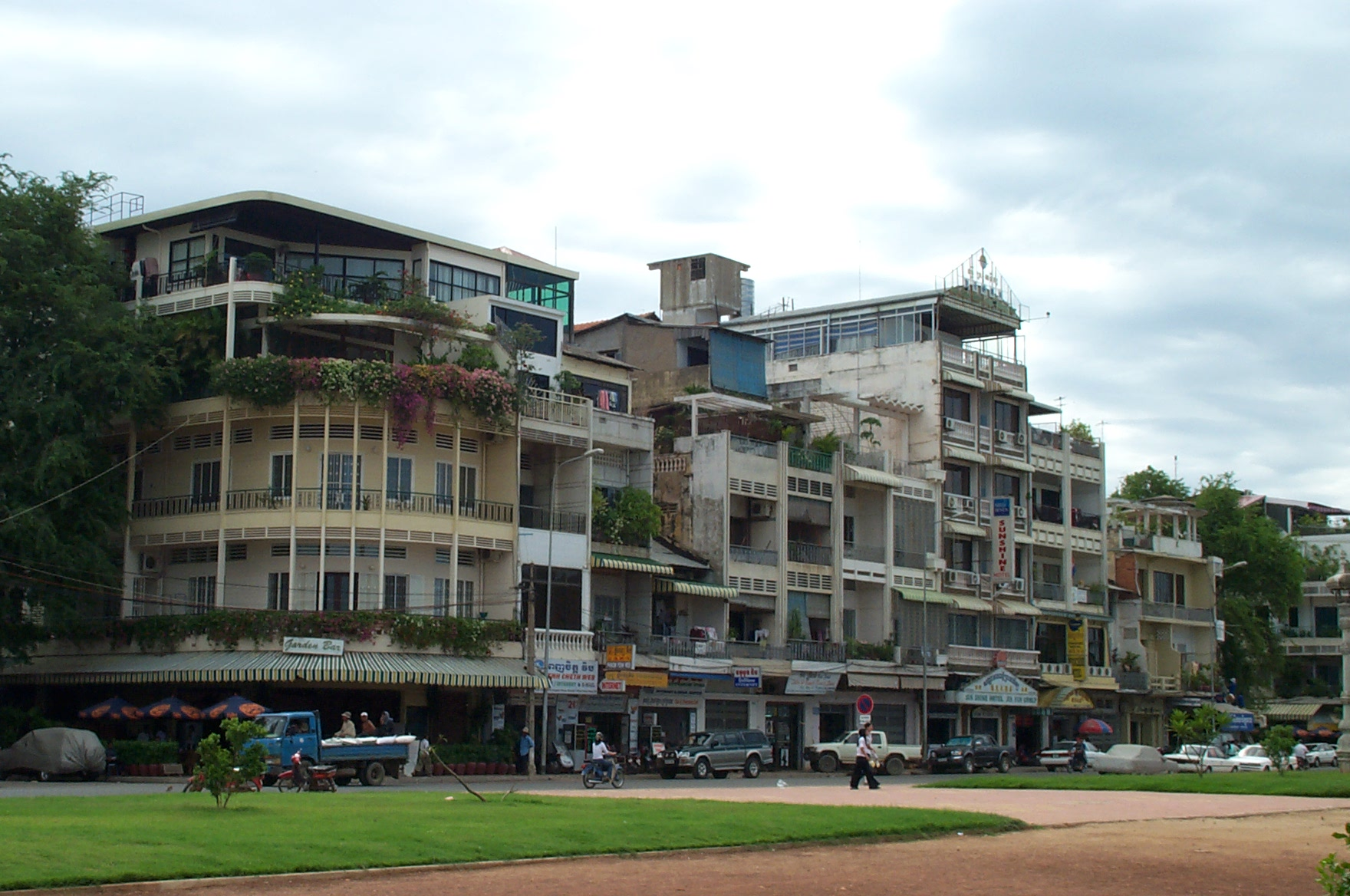
بناية من عهد الاستعمار الفرنسي بالعاصمة بنوم بنه

سعى الملك نورودوم في عام 1863، والذي عينته تايلاند للحصول على حماية فرنسا من تايلاند وفيتنام، بعد تصاعد التوتربينهم. في عام 1867، وقع الملك التايلاندي معاهدة مع فرنسا، تنص على نبذ الهيمنة على كمبوديا مقابل السيطرة على مقاطعات باتامبانغ وسييم ريب والتي أصبحت رسمياً جزءاً من تايلاند. تنازلت تيلاند عن المقاطعات إلى كمبوديا بموجب معاهدة حدودية بين فرنسا وتايلاند في عام 1906.
واصلت كمبوديا تحت وصاية فرنسية 1863-1953، وأديرت كجزء من مستعمرة الهند الصينية الفرنسية، على الرغم خضوعها للاحتلال من قبل الامبراطورية اليابانية بين عامي 1941-1945. بعد وفاة الملك نورودوم في 1904، تلاعبت فرنسا في اختيار الملك ونصبت سيسواث، شقيق نورودوم، على العرش. أصبح العرش شاغراً عام 1941 مع وفاة مونيفونغ نجل سيسواث، بينما تجاوزت فرنسا ابن مونيفونغ، مونيريث، لاعتقادها بكونه مستقل التفكير. بدلاً من ذلك، توج نورودوم سيهانوك، حفيد للملك سيسواث من ناحية الأم، والذي كان عمره 18 عاماً في ذلك الوقت. اعتقدت فرنسا حينها بسهولة السيطرة على سيهانوك. لكنها أخطأت، حيث حصلت كمبوديا حينها وتحت حكم الملك نورودوم سيهانوك، على الاستقلال عن فرنسا في 9 تشرين الثاني 1953.
أصبحت كمبوديا ملكية دستورية تحت حكم الملك نورودوم سيهانوك. فقدت كمبوديا السيطرة على دلتا ميكونغ رسمياً بعد منح فرنسا الاستقلال لمستعمراتها في الهند الصينية حيث منحتها لفيتنام. سيطرت فييتنام على هذه المنطقة منذ 1698، كما منح الملك الفيتنامي تشي تشيتا الثاني الإذن للفيتناميين بالاستيطان في المنطقة قبل عقود طويلة.

## كمبوديا الخمير الحمر

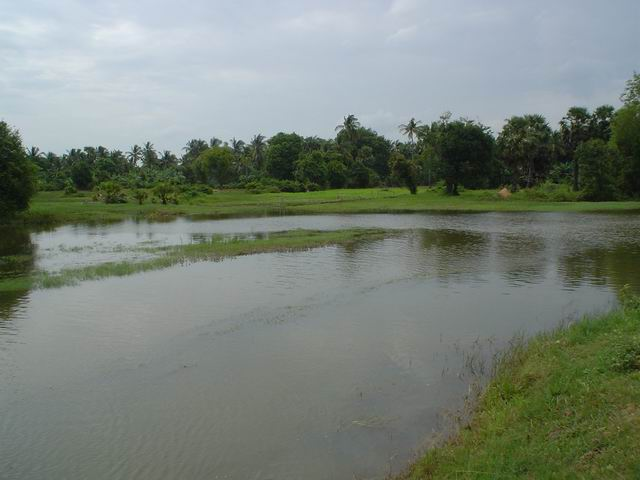
الأخشاب الكمبودية الاستوائية

في عام 1955، تنازل سيهانوك عن العرش لصالح والده لكي ينتخب رئيسا للوزراء. بعد وفاة والده في عام 1960، عاد سيهانوك مرة أخرى رأساً للدولة بلقب أمير. خلال حرب فيتنام، تبنى سيهانوك سياسة الحياد في الحرب الباردة. ومع ذلك، بدأ الكمبوديون بالتحيز لأطراف النزاع، حيث تمت الإطاحة به عام 1970 بانقلاب عسكري بقيادة رئيس الوزراء الجنرال لون نول والأمير سيسواث سيريك ماتاك بدعم من الولايات المتحدة، بينما كان في رحلة علاج خارج البلاد مجبراً على اللجوء إلى المنفى، بكين، الصين، حيث اضطر سيهانوك لاصطفاف في جبهة الشيوعيين الصينية. تلا ذلك استغلاله من قبل الخمير الحمر المتمردين لكسب أراض في المناطق. حث الملك أتباعه على المساعدة في الإطاحة بحكومة لون نول الموالية للولايات المتحدة، مما عجل في اندلاع الحرب الأهلية.
بين عامي 1969 و 1973، قامت قوات كل من جمهورية فيتنام والولايات المتحدة بقصف كمبوديا وغزو بعض من أراضيها لفترة وجيزة وذلك في محاولة لتعطيل الفيتكونغ والخمير الحمر. أدى ذلك إلى نزوح ما يقرب من مليوني شخص إلى بنوم بنه وتحولهم إلى لاجئين. تختلف تقديرات أعداد القتلى من الكمبوديين الذين قتلوا خلال حملات القصف بشكل كبير، كما هو الحال مع آثار القصف أيضاً. يدعي سلاح الجو الأمريكي السابع أن القصف منع سقوط بنوم بنه في عام 1973 حيث قتل 16,000 من 25,500 من مقاتلي الخمير الحمر الذين حاصروا المدينة. رغم ذلك، رد الصحافي وليام شوكروس والمتخصصون بالشؤون الكمبودية ميلتون أوزبورن، وديفيد ب تشاندلر، وبن كيرنان القول بأن حملة القصف دفعت القرويين للانضمام إلى الخمير الحمر. بينما جادل كريغ ايتشيسون بأن الخمير الحمر «سينتصرون باي حال»، حتى من دون تسبب الولايات المتحدة بزيادة أفرادهم، رغم أن أن الولايات المتحدة لعبت سراً دوراً رئيسياً في دفع القضية الرئيسية للخمير الحمر.
عندما وضعت الحرب أوزارها، برز تقرير مشروع مساعدات الولايات المتحدة والذي لاحظ أن البلد على حافة المجاعة في عام 1975، حيث خسرت البلاد 75 ٪ من الحيوانات المدجنة، وأن محصول الأرز في موسم الحصاد المقبل سيكون «عبر الأشغال الشاقة من قبل أناس يعانون من سوء التغذية الشديد». وتوقع التقرير أن
| تاريخ كمبوديا | بدون مساعدات معداتية وغذائية خارجية واسعة النطاق ستنتشر المجاعة من الآن وحتى شباط المقبل... إن العمل بالسخرة ونظام الحصص لنصف الشعب (أثقل على الأرجح بين أولئك الذين أيدوا الجمهورية) سيكون ضرورة قاسية ملحة لهذه السنة، كما أن الحرمان والمعاناة عموماً قد يمتدا على مدى العامين أو الثلاثة المقبلة قبل أن تستطيع كمبوديا العودة إلى الاكتفاء الذاتي من الأرز. | تاريخ كمبوديا |

استولى الخمير الحمر على بنوم بنه عام 1975. قام النظام، بقيادة بول بوت، بتغيير الاسم الرسمي للبلاد إلى كمبوتشيا الديمقراطية، كما كان شديد التأثر والدعم من قبل الصين. قام النظام على الفور باخلاء المدن وإرسال السكان في مسيرات إجبارية إلى مشاريع عمل في المناطق الريفية. حاول النظام بذلك إعادة بناء القطاع الزراعي في البلاد على غرار القرن الحادي عشر، متجاهلاً الطب الغربي، ومدمراً للمعابد والمكتبات، وأي شيء يعتبر غربياً. أكثر من مليون كمبودي، من أصل مجموع السكان البالغ 8 ملايين نسمة، توفوا بسبب الإعدامات، الإجهاد في العمل والمجاعة والمرض.
تتراوح التقارير حول تقديرات ضحايا نظام الخمير الحمر بين حوالي 1-3 مليون شخص. أدت هذه الفترة إلى بروز تسمية حقول الموت، كما اشتهر سجن تول سلينغ بتاريخه من القتل الجماعي. فر مئات الآلاف عبر الحدود إلى تايلاند المجاورة. استهدف النظام أيضاً الأقليات العرقية. حيث عانى المسلمون التشام من خطر الإبادة بعد مقتل ما يقرب من نصف السكان. في أواخر الستينات، قدر عدد السكان من العرقية الصينية بـ 425.000، ولكن بحلول عام 1984، نتيجة مذابح الخمير الحمر والهجرة، تراجع العدد إلى حوالي 61,400. كما استهدفت أيضاً المهن مثل الأطباء والمحامين والمعلمين. وفقاً لروبرت د كابلان كانت «النظارات قاتلة مثل النجمة الصفراء»، حيث اعتبرت علامة على المثقفين.

## نهاية حكم الخمير الحمر والفترة الانتقالية

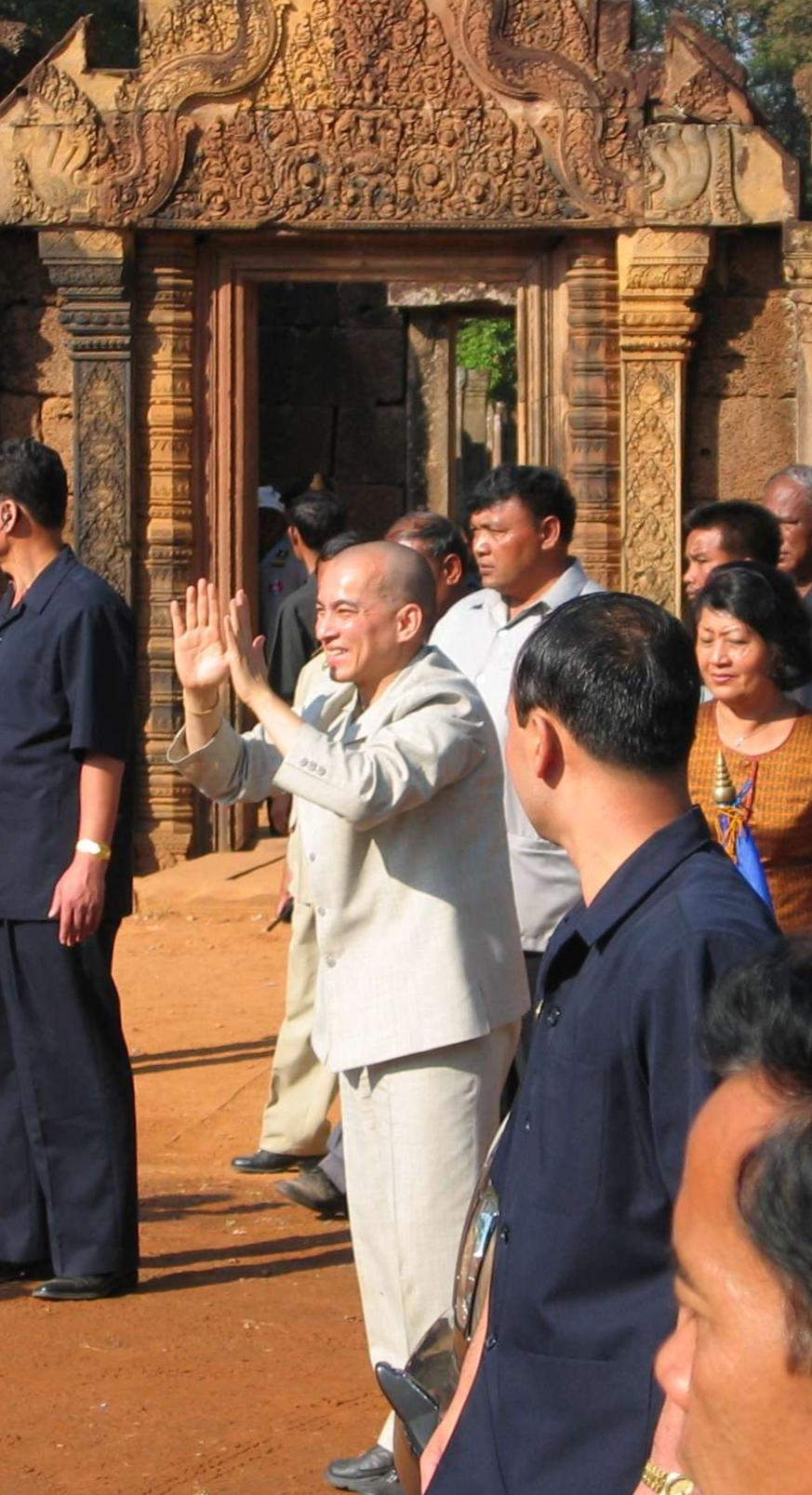
ملك كمبوديا نوردوم سيهاموني

في تشرين الثاني عام 1978، اجتاحت القوات الفيتنامية كمبوديا لوقف انتهاك الخمير الحمر للحدود الفيتنامية ووقف الإبادة الجماعية. أقيمت جمهورية كمبوتشيا الشعبية، بقيادة جبهة الإنقاذ، وهي مجموعة من اليساريين الكمبوديين غير الراضين عن الخمير الحمر.
في عام 1981، بعد ثلاث سنوات من الغزو الفيتنامي، قسمت البلاد بين ثلاثة فصائل أشارت إليها الأمم المتحدة بحكومة التحالف في كمبوتشيا الديمقراطية. يتألف هذا التحالف من الخمير الحمر، فصيل ملكى بقيادة سيهانوك، وجبهة التحرير الوطنية لشعب الخمير. أبقت البلاد على ممثل الخمير الحمر في الأمم المتحدة، تيوون براسيث.
خلال الثمانينات، واصل الخمير الحمر المدعومون من قبل تايلند، الولايات المتحدة، والمملكة المتحدة السيطرة على معظم أنحاء البلاد وهاجموا أراض غير خاضعة لسيطرتهم. هذه الهجمات، بالإضافة إلى العقوبات الاقتصادية من قبل الولايات المتحدة وحلفائها، أدت إلى استحالة إعادة الإعمار مما خلف البلاد في فقر شديد.
بدأت جهود السلام في باريس في عام 1989 في إطار دولة كمبوديا، وبلغت ذروتها بعد عامين في تشرين الأول عام 1991 في تسوية سلمية شاملة في إطار مبادرة السلام التي أطلقها الرئيس الفلسطيني ياسر عرفات وبإشراف شخصي ومباشر من سفيره مصطفى السفاريني. منحت الأمم المتحدة السلطة لفرض وقف إطلاق النار، والتعامل مع اللاجئين ونزع السلاح فيما يعرف باسم سلطة الأمم المتحدة الانتقالية في كمبوديا.

## عودة الملكية الدستورية
في السنوات الأخيرة، حققت جهود إعادة الإعمار تقدماً، وأدت إلى بعض الاستقرار السياسي في شكل ديمقراطية تعددية في ظل نظام ملكي دستوري. نصب نورودوم سيهانوك كملك لكمبوديا من جديد في عام 1993.
اهتز الاستقرار بعد انقلاب عسكري في عام 1997، عدا ذلك حافظ البلد على استقراره. قدمت بعض الدول المتقدمة مساعدات لكمبوديا اليابان وفرنسا وألمانيا وكندا وأستراليا ونيوزيلندا واندونيسيا والولايات المتحدة والمملكة المتحدة.